# Preben Maaløe Jespersen
Preben Maaløe Jespersen (18. februar 1912 i Aarhus – 3. februar 2000) var en dansk officer.
Han var søn af kaptajn J.P. Jespersen og hustru Anna født Maaløe, blev student fra Akademisk Kursus 1933 og blev optaget på Hærens Officersskole, hvorfra han fik afgang 1938 som premierløjtnant. Han var på taktiske og tekniske kurser samt stabstjeneste i ind- og udland (USA og England) og blev kaptajnløjtnant 1942. Efter værnemagtens angreb på Hæren indgik han i modstandsbevægelsen 1943-45.
Efter krigen blev Jespersen eskadronchef ved Gardehusarregimentet 1945, lærer ved rytteriets befalingsmandsskoler 1946-47, ritmester og eskadronchef ved Gardehusarregimentet 1947, næstkommanderende ved pansertroppernes befalingsmandsskoler 1950, oberstløjtnant og bataljonchef ved Gardehusarregimentet 1952, chef for pansertroppernes befalingsmandsskoler 1961, blev oberst 1966, chef for hærens kursuscenter Gurrehus 1967, for forsvarets kursusinstitution 1972 og fik afsked 1974.
Han var medlem af hærkommandoens pædagogiske arbejdsgruppe (ARDO) 1960-69, af Hærens pædagogiske udvalg fra 1969, redaktør af panservåbnets blad Kentaur 1961-66 og medlem af bestyrelsen for Militærpsykologisk Selskab 1965-70. Han var kammerjunker, Kommandør af Dannebrogordenen og bar Hæderstegnet for god tjeneste ved Hæren.
Jespersen blev gift 12. november 1938 med Elin Arbo-Bähr (24. januar 1915 i København - ?), datter af grosserer, assurandør Henry Arbo-Bähr og hustru Edla født Holst.